# Ново Село (Видин)
Ново Село (буг. Ново село) је село на северозападу Бугарске и седиште истоимене општине Ново Село у Видинској области. Према подацима пописа из 2021. године село је имало 866 становника (према попису из 2011. било је 1.015 становника).

## Географија
Ново Село се налази на северозападу Бугарске, у северном делу Видинске области. Село је смештено на брежуљку висине 50 метара уз реку Дунав, који представља границу између Румуније и Бугарске. Од седишта области, Видина, село је удаљено 24 километара, а од Брегова 17 километара.
Ново Село има велики потенцијал за развој пољопривреде, поготово за узгајање житарица и уљарица и за виноградарство. Виногради заузимају четвртину обрадиве земље у општини Ново Село. Клима је умереноконтинентална.

## Историја
Село се први пут помиње у 18. веку под именом Проснец када је имало 112 хришћанских кућа. Због куге и пожара које су захватиле село, оно је исељено, али се 1772. године становништво вратило и основало ново насеље коме су дали име Ново Село.

## Знаменитости
Од знаменитости села могу се издвојити:
- Зграда Народног читалишта „Земеделец - 1874”
- Сахат кула
- Црква Светог Николе
- Црква Успења Пресвете Богородице
- споменици у селу

- Сахат-кула
- Читалиште „Земеделец“
- Црква Светог Николе
- Трг демократије